# ویشلق سفلی
ویشلق سفلی، روستایی است از توابع بخش ایواوغلی و در شهرستان خوی استان آذربایجان غربی ایران.
- از لحاظ جغرافیایی:

روستایی بکر با مزارع سر سبز میباشد.
این روستا بنا به محیط جغرافیایی خاص و گذشتن دو رود قطور و قره چای(قودوخ بوغان)از کنار این روستا از مزارع غنی برخوردار است.
این مزارع محصولات ارگانیک و درجه یکی را پرورش میدهند.
ازجمله از محصولات ارگانیک میتوان به تخمه آفتابگردان و کدو آجیلی اشاره کرد. که این محصولات زبان زد ایران و منطقه
می باشد.
**ریشه و معنای نام روستا**:
نام روستا ویشلق سفلی یا به زبان محلی(آشاغی وِشلَ) و به زبان لاتین(vishlagh) میباشد.
دو روایت بر نام این روستا دلالت دارد.
بنا به روایت های راویان روستا نام اصلی بِشلَر می باشد.
واین  روایت از داستانی از پنج برادر است که در برابر ارتش ارامنه مقاومت کرده و بعد از اسارت به دست ارتش ارامنه ،آن پنج برادر را زنده به گور میکنند و مردم این روستا به خاطر رشادت و شهامت این برادران نام روستا را به بِشلَر(پنج ها) تغییر داده اند.
روایت دوم بر این مبناست که ویشلق نام یک سنگ گران بهاست.
ولی اصلی ترین و معتبر ترین روایت ،روایت اولی میباشد.
**تاریخچه**:
این روستا همواره تحت تاثیر حوادث تاریخ بوده.
از برجسته ترین برهه تاریخ که این روستا تحت تاثیر قرار گرفته 
حمله ارامنه و ارتش روس بوده است .
این روستا در برهه ای از زمان با تبلیغات گسترده تحت تاثیر مذهب بابیت قرار گرفت و عده کمی به این فرقه گرویده شدند.
**فرهنگ روستا**:
فرهنگ روستا با توجه به فرهنگ منطقه یکسان است.مردم این روستا مردمی مهربان و مهمان نوازی هستند.
**غذای سنتی **:
غذای سنتی این روستا سوت شرباسی میباشد.این غذا از دسته آبگوشت ها است.این غذای خوشمزه متشکل از (شیر ، گوشت سرخ شده (قاویرما)،سیب زمینی،و در صورت بودن از قاچ های وحشی خوراکی محلی،لپه تخم مرغ.نعنای خشک(در صوت بودن پونه وحشی روستا)، است.
به قلم:مهدی علی نقی لو

## جمعیت
این روستا در دهستان ولدیان قرار داشته و براساس سرشماری مرکز آمار ایران در سال ۱۳۹۵، جمعیت این روستا برابر با ۳۱۰ نفر (۱۰۲ خانوار) بوده‌است.  این روستا در فاصلهٔ ۱۲ از شهرستان خوی است و محصول عمدهٔ کشاورزان تخم آفتاب گردان و کدو می‌باشد.